# 哈米达·詹杜比
哈米达·詹杜比（法語：Hamida Djandoubi，羅馬化：Ḥamīda Jandūbī；1949年9月22日—1977年9月10日）是一名在法国被判处死刑的突尼斯人。他是一名农艺工人和被判有罪的谋杀犯。他在1968年移居法国马赛，6年后他绑架、折磨和杀害了他的前女友，22岁的伊丽莎白·布斯凯。1977年2月他被判处死刑，并于当年9月被断头台处决。他是西欧最后一位被执行死刑的人，也是在西方世界中最后一位被斩首处决的人。然而，但并不是法国最后一名被判处死刑的人。末代巴黎先生馬塞爾·謝瓦利埃負責了詹杜比的處刑。

## 早年生活
1949年9月22日出生于突尼斯，詹杜比于1968年开始在马赛生活，並在當地一家杂货店工作。他之后当过庭园设计家，但是1971年在工作场所发生了一起事故: 他的腿被一辆拖拉机的履带夹住，导致他失去了右腿的三分之二。
1973年，一位名叫伊丽莎白·布斯凯（Élisabeth Bousquet）——詹杜比截肢后在医院中休养时遇到的21岁女子对他提起诉讼，叙述他曾试图强迫她卖淫。

## 谋杀伊丽莎白·布斯凯
在1973年春天他被逮捕和最终释放之后，詹杜比吸引了另外两个年轻女孩信任他，然后强迫她们为他卖淫。1974年7月3日，他绑架了布斯凯并把她带进他的家中，在极度惊恐的女孩们全程目睹之下，他先是殴打该女子，然后将点燃的香烟在她的胸部和生殖器部位到处触烫。布斯凯在这样的残酷折磨中活了下来，因此他开车将她运往马赛市郊，并在那里掐死了她。
回来之后，詹杜比警告这两名女孩对她们所见到的什么也别说。 布斯凯的尸体于1974年7月7日被发现。一个月之后，詹杜比绑架了另一名企图逃跑并向警方举报他的女孩。

## 审判和执行
在漫长的预审程序后，1977年2月24日，詹杜比最终以酷刑谋杀、强奸和有预谋暴力的罪名出现在普罗旺斯地区艾克斯的法庭上。他的辩护主要围绕他的腿在6年前被截肢所推断产生的影响，他的律师宣称截肢促使他产生酗酒和暴力行为的周期性发作，把他变成了一名不同的人。
2月25日他被判处死刑。对此判决的上诉于6月9日被驳回。在1977年9月10日清晨，也就是他28岁生日前12天，詹杜比被通知，和儿童杀手克里斯蒂安·拉努奇（1976年7月28日行刑）、热罗姆·卡兰（1977年6月23日行刑）一样，他没有获得总统瓦莱里·吉斯卡尔·德斯坦的赦免。之后不久，在凌晨4:40 的时候，他在马赛的莱博梅特监狱被断头台处决。
詹杜比是法国被执行死刑的最后一人，但他不是最后被判死刑的人。在1981年弗朗索瓦·密特朗当选总统之后，法国死刑被废除，再没有死刑被执行，那些被判处死刑的人都获得了减刑。詹杜比的死将会是西方国家最后一次用斩首来执行死刑，也是世界上最近的由政府批准的断头台处决。

## 另请参阅
- 尼古拉·雅克·佩勒捷（英语：Nicolas Jacques Pelletier），1792年在法国被断头台执行死刑的第一人，时在法国大革命期间。

## 延伸阅读
- Mercer, Jeremy. . 麦克米伦. 2008. ISBN 9781429936088 （英语）.
- Jean-Yves Le Nahour, Le Dernier guillotiné, Paris, First Editions,2011